# The Flash (8.ª temporada)
A oitava temporada da série de televisão estadunidense The Flash, que é baseada no personagem Barry Allen / Flash da DC Comics, estreou na The CW em 16 de novembro de 2021. É ambientado no Universo Arrow, compartilhando continuidade com as outras séries de televisão do universo, e é um spin-off de Arrow. A temporada é produzida pela Berlanti Productions, Warner Bros. Television e DC Entertainment, com Eric Wallace atuando como showrunner.
A temporada foi encomendada em 3 de fevereiro de 2021. As filmagens começaram naquele mês de agosto e devem ser concluídas em abril seguinte. Grant Gustin estrela como Barry, com os principais membros do elenco Candice Patton, Danielle Panabaker, Danielle Nicolet, Kayla Compton, Brandon McKnight e Jesse L. Martin também retornando de temporadas anteriores.

## Episódios
| Graphic Novel # 5: Armageddon (cont.) |   |                      |                    |                                 |                        |     |
| 152 | 1 | "Armageddon, Part 1" | Alexandra La Roche | Eric Wallace                    | 16 de novembro de 2021 | ASD |
| Em 2031 Central City, o alienígena psíquico Despero testemunha o fim do mundo. Seis meses após a guerra Godspeed, as habilidades de Barry Allen melhoraram gradualmente. Depois de parar uma colisão de trem em tempo recorde, ele apreende a gangue Royal Flush durante um roubo de criptomoeda. Iris West-Allen agora dirige a maior e mais forte Central City Citizen Media. Ela entrevista Kristen Kramer, que recentemente se desfez da meta-força-tarefa. Iris também promove Allegra Garcia, que inicialmente luta para controlar sua nova equipe, mas eventualmente consegue mudar seu foco para a voz do povo. Enquanto isso,Ray Palmer chega a Central City para uma convenção de tecnologia, e Chester P. Runk o surpreende com um grupo de start-ups de tecnologia, mas Ray recusa, para seu constrangimento. De repente, Despero chega e ataca a convenção de tecnologia. Ele tenta matar Barry, afirmando que ele é o responsável pelo fim do mundo. Ray se veste como o átomo e o manda embora. Cecile Horton confirma que Despero estava dizendo a verdade. Mais tarde, Ray decide criar uma organização em nome do pai de Chester que ajudará a novas partidas e saídas. Barry dá sua identidade a Despero, que lhe dá uma semana para provar sua inocência.                                                      |   |                      |                    |                                 |                        |     |
| 153 | 2 | "Armageddon, Part 2" | Menhaj Huda        | Jonathan Butler & Gabriel Garza | 23 de novembro de 2021 | ASD |
| Despero informa Barry que ele se perderá na loucura. No dia seguinte, Barry investiga um segurança insano, mas Kramer o força a entregar seu distintivo por causa de uma investigação federal sugerindo que ele era uma toupeira de Joseph Carver. Mais tarde, STAR Labs é invadido e fechado após um pico de radiação, então Barry faz Gideon apagar tudo, incluindo ela mesma. Alex Danvers auxilia o Time Flash na pesquisa de Despero e aprende sobre seu planeta natal, Kalanor, que foi destruído por um déspota do mal e sua fonte de energia, a Chama de Py'tar. Allegra descobre que Frostpediu a Chester para construir uma arma para prejudicar Despero, apesar de seu pacifismo. Com uma dica do guarda insano, Barry vai atrás do metacriminoso psíquico Xotar. Ela faz com que ele enlouqueça e ataque sua equipe, mas depois a derrota durante um roubo de joias. Barry sugere que eles comemorem com Joe West, mas é informado de que ele morreu seis meses antes. Imagens de notícias mostram Barry atacando residentes de Central City depois que Xotar foi destituído de energia, mas ele não se lembra disso ou da morte de Joe. Despero chega para matar Barry, mas a equipe permite que ele escape para o Hall da Justiça, onde se encontra com Jefferson Pierce.                                            |   |                      |                    |                                 |                        |     |
| 154 | 3 | "Armageddon, Part 3" | Chris peppe        | Sam Chalsen                     | 30 de novembro de 2021 | ASD |
| Em conformidade com os Protocolos de Injustiça, Barry pede a Jefferson para remover permanentemente seus poderes. Ele começa, mas para quando Barry menciona Despero. Barry raivosamente ataca Jefferson, mas é finalmente convencido a desistir. Enquanto isso, Iris suspeita que Barry foi incriminado e que a suposta morte de Joe foi uma armação. Ela investiga sua morte com Allegra, descobrindo um conjunto único de coincidências que sugerem um jogo sujo. Ela começa a ver as partículas temporais e se encontra com Deon Owens, que descobre que alguém se conectou à Força Estática Negativa para mudar a linha do tempo e matar Joe. Ao mesmo tempo, Cecile força Rosalind Dillon a ajudá-la a encontrar Barry. A fim de melhorar o processo de Chester, Dillon diz a Cecile para suprimir sua dor, mas Caitlin Snowa convence a abraçar seu amor. Despero liga o acelerador de partículas, absorve seu poder e ataca o grupo de Cecile. Ele descobre a localização de Barry e viaja para lá, mas é impedido por Jefferson, Iris e Deon. Deon informa Barry de suas descobertas e o envia para 2031, onde ele testemunha uma futura Iris celebrando seu noivado com Eobard Thawne ao lado do Team Flash, Alex, Ryan Choi e Ryan Wilder, que estão infelizes em vê-lo.                                                |   |                      |                    |                                 |                        |     |
| 155 | 4 | "Armageddon, Part 4" | Chad Lowe          | Lauren Barnett                  | 7 de dezembro de 2021  | ASD |
| Barry descobre que a linha do tempo mudou e ele agora é o Flash reverso. Thawne revela que matou Joe e incriminou Barry pelos ataques em Central City, depois viajou no tempo para matar Barry quando criança e mais tarde se tornou o Flash. À meia-noite, a linha do tempo do Reverse-Flashpoint se solidificará e Barry desaparecerá. Barry faz parceria com Damien Darhk desta linha do tempo e planeja vingança contra Thawne, mas Darhk finalmente descobre a verdadeira natureza de Barry e ajuda Barry a restaurar a linha do tempo original ao saber que sua filha Nora Darhkestá vivo nele. Enquanto isso, Iris é visitada por Wilder enquanto ela se esforça para escrever seus votos a Thawne. Alex ajuda Chester e Allegra a admitir seu amor um pelo outro e convence Choi a amar novamente. A velocidade necessária para Barry retornar a 2021 causará o Armagedom por meio de desastres naturais de extinção, então Barry visita Iris para se despedir. Ele é interceptado por Thawne, mas Iris o deixa escapar. Thawne o persegue enquanto Darhk segura Frost, Chillblaine, Choi (como o átomo) e Sentinel. Conforme Barry retorna a 2021, as alterações de Thawne são desfeitas e Barry diz a Despero para verificar 2031 para si mesmo. Thawne chega em 2021 no Time Vault como o Flash reverso e ativa Gideon. |   |                      |                    |                                 |                        |     |
| 156 | 5 | "Armageddon, Part 5" | Menhaj Huda        | Kristen Kim                     | 14 de dezembro de 2021 | ASD |
| Barry se reúne com Joe, mas os dois são interrompidos por Darhk, cujo apagamento está sendo adiado devido a sua Pedra do Tempo. Thawne ataca CCPD, mas é impedida por Barry e Mia Queen, que veio em busca de seu irmão William Clayton. Thawne pede a Barry para salvá-lo de seu próprio apagamento e é levado aos STAR Labs. Despero retorna e pede a Barry que deixe Thawne morrer, mas Joe convence Barry e Iris a deixá-lo viver. Em resposta, Despero assume o controle de Mia e faz com que ela afaste o Team Flash enquanto ele ameaça destruir Central City para tirar Thawne. Iris e Cecile ajudam Mia a recuperar o controle enquanto Barry deduz que Despero era o déspota de Kalanor. Com a tecnologia de Chester, Barry dá poder a Despero e o manda embora. Barry então drena a velocidade de Thawne para evitar que seja apagado e o mantém sob custódia de ARGUS. Durante uma celebração, Iris ajuda Mia com uma pista sobre William e a convence a visitar Felicity Smoakpara ajuda. Darhk dá sua Pedra do Tempo a Joe e se despede de sua filha Nora, que aparece em seu lugar e é consolada por Joe. No CCPD, a linha do tempo muda para mostrar Bart Allen e Nora West-Allen em uma fotografia com Eddie Thawne de 2014.                                                                                      |   |                      |                    |                                 |                        |     |

## Elenco e personagens

### Principal
- Grant Gustin como Barry Allen / Flash[3][4]
- Candice Patton como Iris West-Allen
- Jesse L. Martin como Capitão Joe West
- Danielle Nicolet como Meta-Advogada Cecile Horton
- Danielle Panabaker como Dra. Caitlin Snow / Nevasca
- Kayla Compton como Allegra Garcia
- Brandon McKnight como Chester P. Runk

### Recorrente
- Jordan Fisher como Bart West-Allen / Impulso
- Jessica Parker Kennedy como Nora West-Allen / XS[5]
- Tony Curran como Despero[6]
- Jordan Fisher como Bart Allen / Impulso[5]
- Carmen Moore como Kristen Kramer[7]
- John Wesley Shipp como Jay Garrick / Flash[8]

### Convidados Especiais
- Brandon Routh como Ray Palmer[9]
- Rachel Drance as Taylor
- Lindy Booth as Vanya
- Shayan Bayat as Aariz
- Agam Darshi as Queen
- Ryan Jefferson Booth as King
- Morena Baccarin a voz da Gideon
- Kandyse McClure as Xotar
- Chyler Leigh como Alex Danvers / Sentinela[9]
- Cress Williams como Jefferson Pierce / Raio Negro[9]
- Javicia Leslie como Ryan Wilder / Batwoman[9]
- Osric Chau como Ryan Choi/ The Atom[9][3]
- Tom Cavanagh como Eobard Thawne / Flash-Reverso / Flash[9][4]
- Neal McDonough como Damien Darhk[9]
- Katherine McNamara como Mia Queen / Arqueiro Verde[9]
- Courtney Ford como Nora Darhk[10]
- Rick Cosnett como Eddie Thawne[11]
- Max Adler como Jaco Birch / Hotness[12]
- Robbie Amell como Ronnie Raymond / Firestorm[13]
- Mika Abdalla as Tinya Wazzo / Phantom Girl[14]

## Produção

### Desenvolvimento
A temporada foi anunciada em 3 de fevereiro de 2021, junto com 11 outras séries da CW, incluindo Batwoman e Legends of Tomorrow.

### Roteiro
Falando sobre os eventos da temporada, o showrunner Eric Wallace disse que Barry Allen/The Flash se tornaria "o líder de equipe mais confiante, incrivelmente poderoso e seguro". Wallace então comentou que a série voltaria ao relacionamento de Barry e Iris West-Allen. Wallace deu a entender que relacionamentos múltiplos, incluindo Joe West e Cecile Horton, seriam explorados e aprofundados na temporada, bem como que Kristen Kramer e August Heart podem retornar nesta temporada.
O formato de história em quadrinhos da série continuará na oitava temporada. Wallace observou que uma das histórias em quadrinhos apresentaria um novo vilão que é "um sujeito muito assustador e, quando ele aparecer, podemos mergulhar os pés no mundo do horror e do sobrenatural". Em setembro de 2021, Wallace revelou que Joe West "terá uma perspectiva incrivelmente diferente da vida, e isso o levará a uma grande escolha."
Wallace também revelou que o enjoo de Iris será tratado após "Armagedom", e que resolvê-lo é "uma grande parte de toda a temporada, e levará toda a temporada para resolver isso. E isso terá grandes ramificações para Relacionamento e casamento de Barry e Iris."

### Elenco
A estrela da série Grant Gustin retorna no papel-título de Barry Allen/The Flash. Em maio de 2021, não estava claro se Candice Patton e Danielle Panabaker retornariam, uma vez que ainda estavam "negociando novos acordos para retornar". Um mês depois, as duas atrizes, junto com Jesse L. Martin, fecharam seus negócios. Danielle Nicolet retorna como Cecile Horton. Em agosto de 2021, foi anunciado que as aparições convidadas para o evento "Armageddon incluiriam Tom Cavanagh como Eobard Thawne/Flash Reverso, Javicia Leslie como Batwoman, Brandon Routh como The Atom, Cress Williams como Jefferson Pierce/Black lighting, Chyler Leigh como Sentinel, Katherine McNamara como Mia Queen, Osric Chau como Ryan Choi e Neal McDonough como Damien Darhk, com Tony Curran se juntando ao elenco como Despero logo depois em uma capacidade não revelada. Courtney Ford participa como Nora Darhk no quinto episódio, enquanto Katie Cassidy, Juliana Harkavy e Ben Lewis aparecem por meio de imagens de arquivo como Laurel Lance, Dinah Drake e William Clayton.
Em outubro de 2021, foi anunciado que Rick Cosnett repetiria seu papel como Eddie Thawne em um episódio de flashback singular após o evento "Armageddon". Em novembro de 2021, foi anunciado que Max Adler seria ator convidado como Jaco Birch/Hotness em um episódio da quarta temporada. Mais tarde naquele mês, foi anunciado que Robbie Amell voltaria como Ronnie Raymond/Firestorm para dois episódios. Em dezembro de 2021, a novata Mika Abdalla foi anunciada como Tinya Wazzo/Phantom Girl.

### Filmagem
As filmagens começaram em 16 de agosto de 2021 e estão programadas para terminar em 25 de abril de 2022.

### Conexão com Arrowverso
Os primeiro cinco episódios da temporada foram episódios de eventos cruzados, apresentando outros atores e heróis do Arrowverse. O presidente da CW, Mark Pedowitz, disse que os episódios "não seriam exatamente um crossover, mas teriam uma sensação de crossover". Uma dessas aparições potenciais foi Cress Williams, reprisando seu papel da série Arrowverse Black Lightning como Jefferson Pierce/Black Lightning, que indicou em maio de 2021 que havia sido abordado para fazer uma aparição especial na temporada e estava em negociações para aparecer. Williams disse que estava "deprimido" para aparecer, já que gostava de fazer parte da "Crisis on Infinite Earths, ele e Gustin se cruzou e sentiu que se davam bem durante as cenas juntos. Pedowitz também indicou na época que outros atores também haviam sido abordados. Reelaborando em julho de 2021, Wallace disse que o evento de cinco episódios não seria como um crossover típico de Arrowverse, observando que "Eu acho que isso dará às pessoas aquela sensação de escopo que você às vezes sente - tanto emocionalmente quanto nas sequências de ação - com um crossover, sem realmente ter 20 personagens em uma cena." Restrições foram postas em prática devido a pandemia COVID-19 que limitaram algumas opções da tripulação. Em agosto de 2021, foi anunciado que o evento de crossover seria conhecido como "Armageddon", com vários heróis e vilões do Arrowverse retornando. Wallace descreveu o evento com "os episódios Flash mais emocionantes de todos os tempos", com "alguns momentos verdadeiramente épicos e grandes surpresas".

## Marketing
No evento virtual DC FanDome 2021, em outubro de 2021, as estrelas Grant Gustin e Candice Patton revelaram as novas botas douradas como parte do traje da nova temporada. O primeiro trailer do evento "Armageddon" foi lançado em 19 de outubro de 2021, três dias após DC FanDome. O pôster oficial foi lançado em 3 de novembro de 2021.

## Lançamento
A temporada estreou na The CW em 16 de novembro de 2021.
Duas semanas antes da estreia, em 5 de novembro de 2021, a CW anunciou sua programação de meia temporada para seus shows, anunciando que depois de "Armageddon", The Flash iria ao ar às quartas-feiras a partir de 9 de março de 2022. Antes da estreia da temporada, Eric Wallace confirmou que a temporada teria apenas 18 episódios.

## Avaliações
| № | Título               | Exibição original      | Rating/share (18–49) | Audiência (em milhões) | DVR (18–49)    | Audiência em DVR (milhões) | Total (18–49)  | Audiência total (em milhões) |
| - | -------------------- | ---------------------- | -------------------- | ---------------------- | -------------- | -------------------------- | -------------- | ---------------------------- |
| 1 | "Armageddon, Part 1" | 16 de novembro de 2021 | 0.2                  | 0.75                   | por determinar | por determinar             | por determinar | por determinar               |
| 2 | "Armageddon, Part 2" | 23 de novembro de 2021 | 0.1                  | 0.67                   | 0.1            | 0.45                       | 0.3            | 1.12                         |
| 3 | "Armageddon, Part 3" | 30 de novembro de 2021 | 0.2                  | 0.73                   | 0.1            | 0.46                       | 0.3            | 1.19                         |
| 4 | "Armageddon, Part 4" | 7 de dezembro de 2021  | 0.2                  | 0.73                   | 0.2            | 0.47                       | 0.3            | 1.20                         |
| 5 | "Armageddon, Part 5" | 14 de dezembro de 2021 | 0.2                  | 0.72                   | por determinar | por determinar             | por determinar | por determinar               |